# Satélite espía

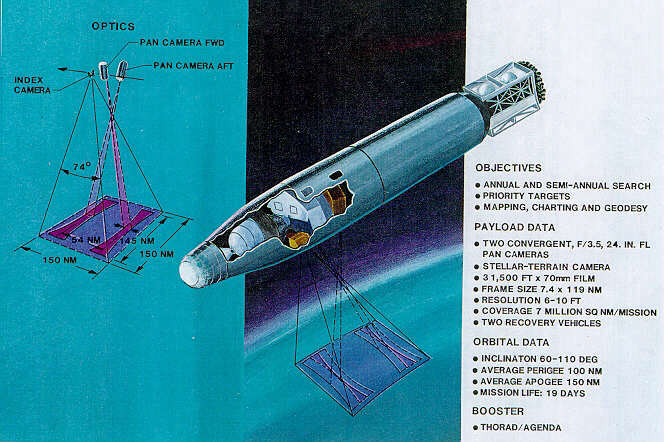
Un satélite Corona Kh-4b

Un satélite espía (denominado oficialmente como un satélite de reconocimiento) es un satélite artificial de observación terrestre o de comunicaciones destinado a uso militar o para inteligencia.
En Estados Unidos, la mayoría de la información de las misiones de satélites espías que se desarrollaron hasta 1972 está disponible para su consulta. Cierta información de misiones anteriores a dicha fecha está todavía clasificada como secreta y algo de la información posterior es de carácter público.
La mayoría de estos son utilizados para interceptar señales o para identificar y señalar un punto de ataque. Son utilizados satélites electro-ópticos, de radar y de vigilancia electrónica.

## Listado de satélites espías individuales (no completa)
| Nombre                         | País            | Sensores                                                       |
| ------------------------------ | --------------- | -------------------------------------------------------------- |
| Lacrosse                       | EE. UU.         | Radar                                                          |
| SAR-Lupe                       | Alemania        | Radar                                                          |
| Helios 1 y 2                   | Francia         | Interceptación óptica (visible e infrarroja) y comunicaciones. |
| Keyhole (KH)                   | EE. UU.         | Óptico                                                         |
| Sicral 1, Sicral 1B y Sicral 2 | Italia          | Keyhole (KH)                                                   |
| Cosmo-SkyMed                   | Italia          | Radar                                                          |
| OPTSAT-3000                    | Italia          | Óptico                                                         |
| Ofek 3, 4, 5 y 6               | Israel          | Óptico (visible y ultravioleta)                                |
| Vela                           | EE. UU.         | Rayos gamma, rayos X, neutrones, y flash de detectores de luz  |
| IGS                            | Japón           | Óptico y radar                                                 |
| RORSAT 1,2,3                   | Ucrania         | Radar                                                          |
| DesertSat                      | Egipto          | Radar, Óptico                                                  |
| PAZ                            | España          | Radar                                                          |
| Malligyong-1                   | Corea del Norte |                                                                |

## Programas de satélites espías
- Estados Unidos
  - Lacrosse/Onyx
  - Misty/Zirconic
  - Samos
  - Quasar
  - Vela Suárez
  - Vortex/Chalet
- Unión Soviética
  - Cosmos
  - Almaz
  - Yantar
  - Zenit
- Alemania
  - SAR-Lupe 1-5
- Francia, España, Italia y Bélgica
  - Helios 1B, Helios 2A
- Reino Unido
  - Zircón
- India
  - Satélite Experimental de Tecnología
- Israel
  - Ofeq
  - Ofeq 7 (Que vigilará al Programa nuclear de Irán)
- España
  - PNOTS (Satélite Paz)
  - Spainsat
- Italia
  - Cosmo-SkyMed
  - Sicral
  - OPTSAT-3000

- Ucrania
  - RORSAT-1
  - RORSAT-2
  - RORSAT-3
  - UKRSAT-1 (Lanzamiento Abril 2021)